# Campylognathoides
Campylognathoides (il cui nome significa "mascella curva", Strand 1928) è un genere estinto di pterosauro novialoide vissuto nel Giurassico inferiore, circa 182 milioni di anni fa (Toarciano), in quelli che oggi sono i depositi di Lias del Württemberg, in Germania. Il genere contiene due specie, e una possibile terza: la specie tipo C. zitteli, C. liasicus e la possibile specie C. indicus. Il primo esemplare, ritrovato nei depositi di Lias del Württemberg, consisteva solo di frammenti d'ala. Ulteriori esemplari meglio conservati sono poi stati ritrovati nello scisto di Holzmaden: basandosi su questi esemplari Felix Plieninger ha eretto un nuovo genere.

## Descrizione

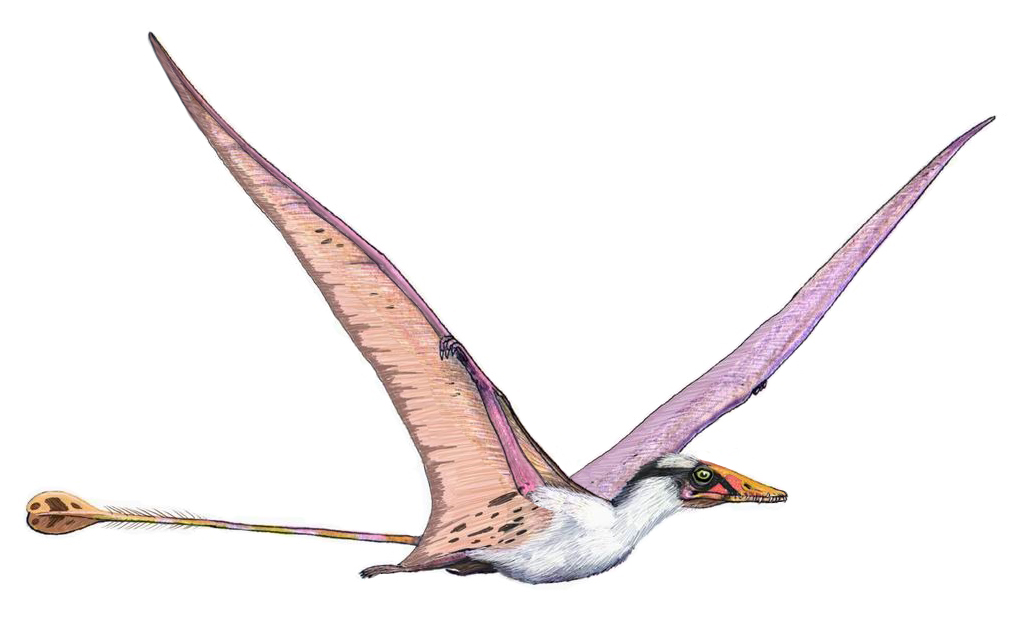
Ricostruzione di C. zitteli

Rispetto al suo contemporaneo Dorygnathus, rinvenuto negli stessi strati, il muso di Campylognathoides è relativamente corto, sebbene il cranio fosse allungato e leggero. Le grandi orbite oculari, poste piuttosto in basso nel cranio, sopra uno stretto osso giugale, hanno fatto supporre ai ricercatori che Campylognathoides avesse una vista particolarmente acuta, o che avesse uno stile di vita notturno. La parte posteriore del cranio è relativamente alta e piatta, con un'improvvisa flessione proprio di fronte agli occhi. Il muso termina in una punta sottile che curva leggermente verso l'alto proprio alla fine. Gran parte del muso è occupata da lunghe narici ossee. Sotto di esse è presente una piccola apertura triangolare del cranio, la fenestra antorbitalis. Riflettendo il corto muso dell'animale, i denti di Campylognathoides sono corti e per niente simili a zanne, come nel marcatamente eterodonte Dorygnathus. I denti sono conici e ricurvi ma hanno una base ampia con la punta smussata dall'interno che forma una superficie di taglio forte e affilata. Nella mascella sono presenti quattro denti piuttosto distanziati nella premascella che aumentano gradualmente di dimensioni dalla parte anteriore a quella posteriore; il quarto paio di denti è il più grande. Dietro di loro ci sono dieci denti più piccoli nella mascella, che diminuiscono gradualmente posteriormente. Nella mandibola sono presenti da dodici a quattordici denti in C. liasicus, e da sedici a diciannove in C. zitteli. Il numero totale è di 66 denti.
Secondo uno studio di Kevin Padian, la colonna vertebrale dell'animale comprende otto vertebre cervicali, quattordici dorsali, quattro o cinque sacrali e fino a 38 vertebre caudali. La base della coda è flessibile con circa sei vertebre relativamente corte; dietro di loro le vertebre caudali si allungano e si irrigidiscono, grazie ad estensioni molto lunghe che permettono alla coda di funzionare come un timone.
Lo sterno di Campylognathoides è composto da una lamina rettangolare piuttosto grande di ossa con una breve cresta rivolta in avanti chiamata cristospina. La parte superiore del braccio è corta ma robusta con una cresta quadrata deltopettorale. Anche la parte inferiore del braccio è corta ma la lunghezza dell'ala è considerevole a causa della mano, che ha metacarpali corti ma un dito alare molto lungo per un pterosauro basale, di cui la seconda falange è la più grande. Lo pteroide è corto e robusto.
Il bacino è poco conosciuto. Un collezionista di fossili ha trovato un'anca di Campylognathoides ben conservata in una cava di scisto di Braunschweig, nel 1986. Questo bacino, BSP 1985 I 87, si è rivelato scientificamente significativo perché l'incavo dell'anca era secondo Peter Wellnhofer in una posizione laterale verso l'alto, impedendo all'animale di essere in grado di orientare le gambe in modo eretto come nei dinosauri, negli uccelli e nei mammiferi. Ciò proverebbe che Campylognathoides non era in grado di camminare sulle zampe posteriori, ma era un quadrupede obbligato. Tale postura ed andatura è stata confermata dalla descrizione di altri "rhamphorhynchoidi" (pterosauri basali). Tuttavia, nel 2009 Padian concluse il contrario, affermando che era necessaria una posizione eretta per posizionare i piedi a terra e che, sebbene fosse possibile un'andatura quadrupede, una locomozione bipede era una condizione preliminare per un'andatura veloce. Questo argomento rimane ancora altamente controverso.
Le gambe sono piuttosto corte e i piedi sono piccoli. Il quinto dito, spesso ricostruito come un sostegno di un patagio tra le gambe, è eccezionalmente corto per uno pterosauro basale.

## Classificazione

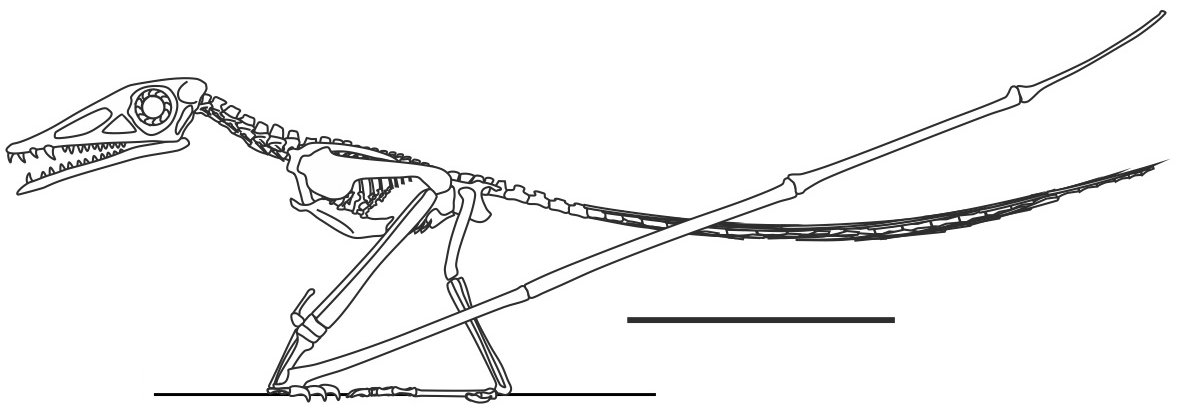
Ricostruzione dello scheletro di C. liasicus

Plieninger nelle sue successive pubblicazioni assegnò Campylognathus a "Rhamphorhynchoidea". Poiché questo sottordine è un assemblaggio parafiletico di pterosauri basali non specificamente correlati tra di loro, questa classificazione indica semplicemente il fatto negativo che non era un pterodactyloide. Una classificazione definitiva fu tentata per la prima volta dal barone Franz Nopcsa che nel 1928 assegnò il genere alla sottofamiglia Rhamphorhynchinae all'interno della famiglia Rhamphorhynchidae. Dopo un periodo in cui fu fatto pochissimo lavoro sulla sistematica dei pterosauri, nel 1967 Oskar Kuhn piazzò Campylognathoides nella sua sottofamiglia all'interno di Rhamphorhynchidae, i Campylognathoidinae. Tuttavia, nel 1974, Peter Wellnhofer concluse che l'animale rappresentava una forma più basale nell'albero filogenetico, sotto i Rhamphorhynchidae. All'inizio del ventunesimo secolo ciò fu confermato dalle prime ampie analisi cladistiche. Nel 2003, sia David Unwin che Alexander Kellner introdussero il clade Campylognathoididae; nella terminologia di Unwin questo clade è il clade sorella di Breviquartossa all'interno del Lonchognatha; applicando la terminologia di Kellner è la derivazione più basale all'interno di Novialoidea. Non vi è alcuna differenza materiale tra le due posizioni.
Secondo le analisi, Campylognathoides sarebbe strettamente correlato ad Eudimorphodon, a cui è simile nella forma del cranio, dello sterno e dell'omero. Ciò è stato confermato da Padian nel 2009, sebbene Padian abbia anche sottolineato diverse caratteristiche di base presenti in Eudimorphodon ma assenti in Campylognathoides. Nel 2010, un'analisi è stata pubblicata da Brian Andres, dimostrando che Eudimorphodon insieme ad Austriadactylus formava un clade molto basale, lasciando Campylognathoides come unico membro conosciuto di Campylognathoididae. Ulteriori analisi filogenetiche recenti confermano questi risultati e suggeriscono che Campylognathoides è più derivato di tutti gli pterosauri di età triassica, così come Dimorphodon e Parapsicephalus, del Giurassico inferiore. Campylognathoides è il membro più basale di Novialoidea che è definito come un taxon basato su nodi costituito dall'ultimo antenato comune di Campylognathoides, Quetzalcoatlus e tutti i suoi discendenti.

## Storia della scoperta

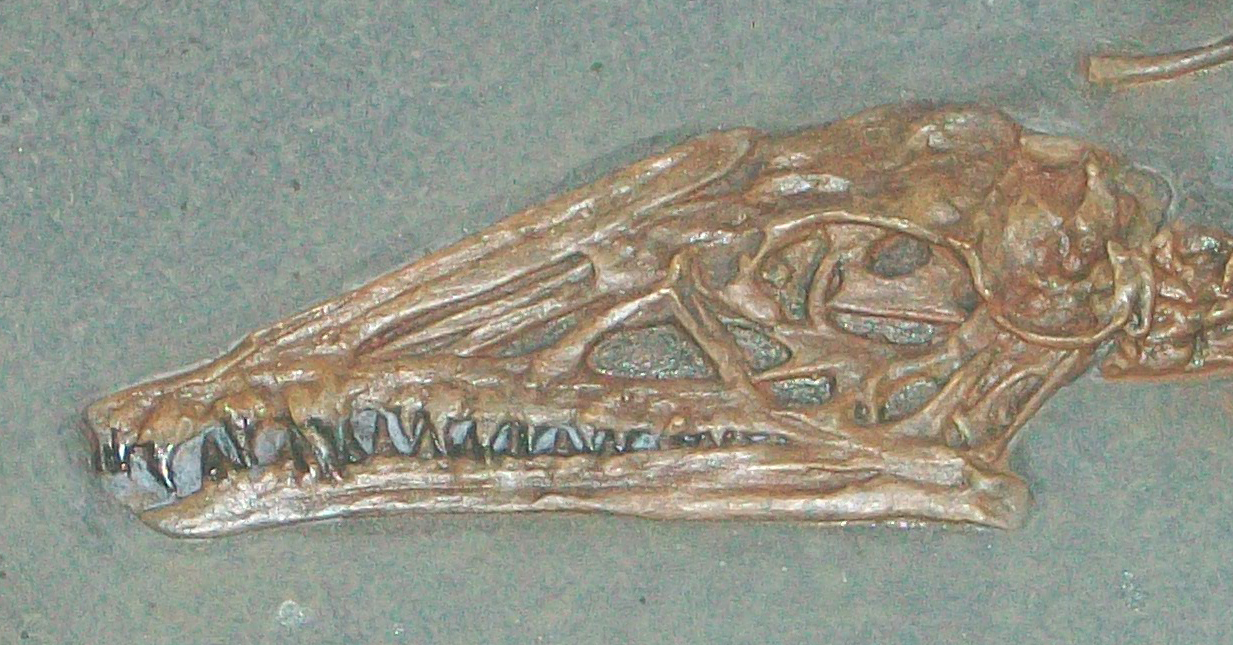
Cranio di C. liasicus, parte del calco dello scheletro all'American Museum of Natural History

Nel 1858, Friedrich August Quenstedt nominò una nuova specie di Pterodactylus: P. liasicus. La specie si basava su un fossile, l'olotipo GPIT 9533, costituito da alcune ossa d'ala, ritrovate a Wittberg vicino a Metzingen in strati risalenti al Toarciano inferiore, circa 180 milioni di anni. Il nome specifico, liasicus, si riferiva al Lias. Quenstedt pensava di aver identificato lunghi metacarpali nell'ala, concludendo che la nuova specie non apparteneva quindi a generi più basali, come Rhamphorhynchus.
Nel 1893, il collezionista di fossili commerciali Bernhard Hauff sr. scoprì lo scheletro di un grande pterosauro vicino ad Holzmaden. Nel 1894, Felix Plieninger eresse un nuovo genere su questo esemplare: Campylognathus. Il nome del genere deriva dal greco kampylos ossia "curvo" o "piegato", e gnathos ossia "mascella", in riferimento alla mascella inferiore piegata, nominando la specie tipo, Campylognathus zitteli. Il nome specifico, zitteli onora Alfred von Zittel. L'olotipo è catalogato come SMNS 9787.
Nel 1897, Hauff preparò un altro esemplare che alla fine nel 1903 fu acquisito dal Carnegie Museum of Natural History di Pittsburgh. Questo fossile, CM 11424, è per la sua completezza la migliore fonte di informazioni sul genere.
Nel 1901, Plieninger studiò per la prima volta P. liasicus e scoprì che Quenstedt aveva scambiato, il metacarpale per un coracoide, rivelando così che si trattava di uno pterosauro basale. Nel 1906, Plieninger riferì a Campylognathus la specie P. liasicus e l'esemplare di Pittsburgh, sebbene non avesse ancora stabilito lo status specifico di ciascuno dei tre esemplari. Tuttavia, nel 1907, Plieninger riconobbe una seconda specie di Campylognathus: C. liasicus, a cui si riferiva anche l'esemplare CM 11424.
L'entomologo norvegese Embrik Strand scoprì nel 1920 che il nome Campylognathus era già stato precedentemente utilizzati per l'insetto africano Campylognathus nigrensis, un genere di heteropteri nominato nel 1890. Essendo quindi il nome già utilizzato, il genere di questo pterosauro venne ribattezzato Campylognathoides, nel 1928.
Nel corso del ventesimo secolo nuovi reperti hanno portato il numero di esemplari noti a circa una dozzina.

### Specie
Sono state nominate tre specie di Campylognathoides:
- Campylognathoides zitteli (Plieninger, 1894) è la specie tipo.

Il più grande esemplare di Campylognathoides di Holzmaden, C. zitteli, aveva un'apertura alare di 1,825 metri (6 piedi) per SMNS 9787.
- Campylognathoides liasicus (Quenstedt, 1858 [originariamente Pterodactylus liasicus])

C. liasicus aveva un'apertura alare di tre piedi, rendendolo più piccolo del suo contemporaneo di Holzmaden, C. zitteli.
- "Campylognathoides" indicus Jain, 1974

C. indicus è stato descritto da Sohan Lal Jain sulla base di un frammento di mascella, ISI R. 48, recuperato dal distretto di Chanda, in India. Kevin Padian lo considera un nomen dubium, probabilmente basato sul fossile di un pesce. Il fatto che la Formazione Kota in cui è stato ritrovato il fossile, è stata ora datata al Giurassico medio o superiore, sembra precludere qualsiasi stretto legame con Campylognathoides, anche se fosse stato uno pterosauro.
La distinzione tra C. liasicus e C. zitteli è alquanto problematica. Plieninger si limitò a riconoscere le specie più piccole perché considerava il suo fossile di qualità troppo scadente per riferirsi ad altri esemplari. Tuttavia, nel 1925 il ricercatore svedese Carl Wiman, studiando l'esemplare UUPM R157, concluse che una differenza morfologica fondamentale poteva distinguere le due specie: C. zitteli ha un'ala proporzionalmente molto più lunga. Nel 2008, tuttavia, Padian ha sottolineato che questo potrebbe essere stato una questione di sviluppo ontogenetico, con gli individui adulti che presentavano ali più lunghe per limitare il carico alare. Altre differenze, come il maggior numero di denti nella mascella inferiore, un muso e le narici più lunghe, cinque vertebre sacrali anziché quattro, costole sacrali perpendicolari e arti posteriori più lunghi, potrebbero anche essere correlati alle dimensioni. La prova finale potrebbe essere data solo da una serie in continua crescita, come precedentemente è stato fatto nel caso di Rhamphorhynchus e Pterodactylus. In via provvisoria, Padian ha continuato a distinguere due specie, ma ha spostato due esemplari in C. zitteli: SMNS 51100 e GPIT 24470, a causa delle loro dimensioni maggiori e somiglianze morfologiche.

## Paleobiologia
Tradizionalmente, è stato proposto uno stile di vita piscivoro per Campylognathoides, come per la maggior parte degli pterosauri giurassici; in questo caso supportato dalla provenienza dei reperti da sedimenti marini e dalle lunghissime ali dell'animale. Il pterosaurologo Kevin Padian, tuttavia, ha suggerito che, alla luce dei robusti denti corti, ideali per forte morso, l'animale avrebbe potuto predare piccoli animali terrestri. Al contrario, Mark Witton suggerisce che la costruzione generale degli arti anteriori estremamente robusti di Campylognathoides, con il dito che sorregge l'ala proporzionalmente lungo e robusto, potrebbe essere in realtà una specializzazione per uno stile di vita aereo veloce paragonabile a quello dei falchi e dei pipistrelli mastino.